# Gabriella Farinon

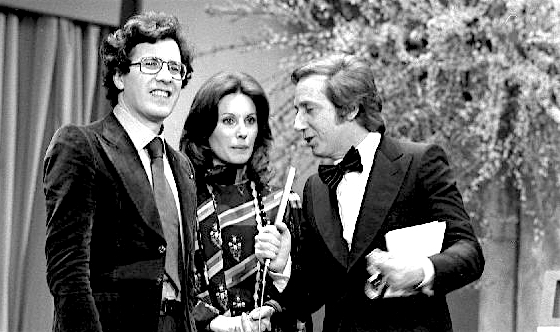
Gabriella Farinon mit Peppino Di Capri und Mike Bongiorno, Sanremo-Festival 1973

Gabriella Farinon (* 17. August 1941 in Oderzo) ist eine italienische Schauspielerin und Fernsehmoderatorin.

## Wirken
Farinon trat u. a. 1960 in Roger Vadims Film …und vor Lust zu sterben in der Rolle des Dienstmädchens Lisa und in Renzo Girolamis Italowestern Drei Nonnen auf dem Weg zur Hölle aus dem Jahr 1973 auf. Darüber hinaus war sie in den 1960er und 1970er Jahren im italienischen Fernsehen als Moderatorin präsent, darunter dreimal als Komoderatorin des Sanremo-Festivals (1969, 1973 und 1974).
Im Juli 1975 war sie auf dem Cover des italienischen Playboys abgebildet.

## Filmografie
- 1959: La cento chilometr
- 1960: Space Men
- 1960: …und vor Lust zu sterben (Et mourir de plaisir)
- 1960: Rosemarie GmbH (Anonima cocottes)
- 1961: Le ambiziose
- 1961: Tödliche Rache (Una spada nell'ombra)
- 1972: Il giudice e il suo boia (Fernsehfilm)
- 1972: Alexander Zwo (Fernsehserie, 1 Folge)
- 1973: Drei Nonnen auf dem Weg zur Hölle (Più forte sorelle)
- 1974: Borsalino & Co. (Borsalino and Co)
- 1976: A.A.A. cercasi spia… disposta spiare per conto spie